# Bernardino Sousa Pereira
Bernardino Sousa Pereira (São Paulo, 3 de setembro de 1895 - Itanhaém, 1 de agosto de 1985) foi um pintor e desenhista brasileiro. Ficou conhecido por suas paisagens, pinturas de gênero, naturezas mortas e retratos. Destaca-se em seu estilo a preocupação com a luz nas representações de paisagens e objetos. O artista nunca saiu do Brasil, de forma que em mais de uma ocasião o pintor Pedro Alexandrino sugeriu-lhe que fosse estudar em Paris, por conta de sua habilidade para retratar pontos de luz.
Suas obras são marcadas pelo rigor técnico em detrimento da espontaneidade, sendo que em algumas representações marinhas fez uso de pontilhismo. Começou a expor seus trabalhos na década de 1920 e pintou até o fim de sua vida, em 1985. Quando jovem, foi aluno do pintor Antônio Rocco.
O Museu Paulista guarda retratos realizados por Bernardino e a obra Bartolomeu de Gusmão na experiência com seu balão.
Hoje em dia também existe uma escola no município de Itanhaém chamada Bernadino de Souza Pereira em homenagem ao pintor.  

## Exposições
A primeira exposição individual de Bernardino ocorreu em 1925, no Pátio do Colégio, e a sua segunda ocorreu em 1942, na Galeria Itá.
- Exposição Geral de Belas Artes (1919, Rio de Janeiro) - Menção Honrosa[4]
- Exposição Geral de Belas Artes (1920, Rio de Janeiro) - Medalha de Bronze[5]
- Exposição Geral de Belas Artes (1922, São Paulo)[6]
- Exposição Geral de Belas Artes (1923, Rio de Janeiro) - Menção Honrosa de Primeiro Grau[7]
- Exposição Geral de Belas Artes (1925, Rio de Janeiro) - Medalha de Bronze[8]
- Exposição Geral de Belas Artes (1927, Rio de Janeiro)[9]
- Salão de Belas Artes Muse Italiche (1928, São Paulo)[10]
- Exposição Geral de Belas Artes (1929, Rio de Janeiro)[11]
- Exposição Geral de Belas Artes (1930, Rio de Janeiro) - Pequena Medalha de Prata[12]
- Salão Paulista de Belas Artes (1934, São Paulo) - 2º Prêmio[13]
- Salão Paulista de Belas Artes (1935, São Paulo) - Medalha de Ouro[14]
- Salão Paulista de Belas Artes (1935, São Paulo)[15]
- Grupo Almeida Júnior (1937, São Paulo)[16]
- 7º Salão Paulista de Belas Artes (1940, São Paulo)[17]
- Salão Paulista de Belas Artes (1943, São Paulo)[18]